# Michalková
Michalková (ungarisch Zólyommihályi – 1888–1907 Mihályi und bis 1888 Mihalkova) ist eine Gemeinde in der Mittelslowakei mit 45 Einwohnern (Stand 31. Dezember 2024) und gehört zum Okres Zvolen, einem Kreis des Banskobystrický kraj.

## Geographie
Die Gemeinde befindet sich am südwestlichen Rand des Javorie-Gebirges im Tal des Baches Burzovo, mit einem Teil im Tal der Neresnica. Das Ortszentrum liegt auf einer Höhe von 660 m n.m. und ist 12 Kilometer von Zvolen entfernt.
Nachbargemeinden sind Zvolen (Stadtteile Môťová und Kráľová) im Norden und Osten, Dobrá Niva im Süden und Podzámčok im Westen.

## Geschichte
Michalková entstand rund um einen Meierhof und wurde zum ersten Mal 1786 als Mihalykova schriftlich erwähnt. Bis 1790 war die Gemeinde eine Kleinsiedlung im Herrschaftsgebiet der Burg Dobrá Niva. 1828 zählte man 17 Häuser und 130 Einwohner, die als Hersteller von Holzgeschirr und Landwirte beschäftigt waren.
Bis 1918 gehörte der im Komitat Sohl liegende Ort zum Königreich Ungarn und kam danach zur Tschechoslowakei beziehungsweise heute Slowakei.

## Bevölkerung
| Jahr                | 1994 | 2004    | 2014     | 2024     |
| ------------------- | ---- | ------- | -------- | -------- |
| Anzahl der Personen | 42   | 46      | 37       | 45       |
| Unterschied         |      | +9,52 % | −19,56 % | +21,62 % |

| Jahr                | 2023 | 2024    |
| ------------------- | ---- | ------- |
| Anzahl der Personen | 43   | 45      |
| Unterschied         |      | +4,65 % |

Nach der Volkszählung 2011 wohnten in Michalková 40 Einwohner, davon 33 Slowaken sowie jeweils ein Magyaren und Tscheche. Ein Einwohner gab eine andere Ethnie an und vier Einwohner machten keine Angabe zur Ethnie.
23 Einwohner bekannten sich zur römisch-katholischen Kirche, drei Einwohner zur evangelisch-methodistischen Kirche und ein Einwohner zur Evangelischen Kirche A. B. Neun Einwohner waren konfessionslos und bei vier Einwohnern wurde die Konfession nicht ermittelt.

## Bauwerke und Denkmäler
- Holzglockenturm oberhalb des Friedhofs aus der zweiten Hälfte des 19. Jahrhunderts
- Holzkreuze am Friedhof, gefertigt im Jahr 1906
- denkmalgeschütztes Haus Nr. 37 im regionaltypischen Baustil mit Hof aus dem 19. Jahrhundert